# Contabilidade rural

Contabilidade rural é o ramo da contabilidade que estuda o patrimônio rural. 
Como tal, estuda ativos (caixa, cabeças de gado, terra, tratores, fertilizantes, sementes, defensivos agrícolas etc.), passivos (empréstimos bancários, dívidas trabalhistas etc.) e patrimônio líquido (capital, reservas etc.).
Como todo ramo de Contabilidade, a Contabilidade Rural tem características próprias. Por exemplo, as empresas que lidam com gado têm um ciclo operacional geralmente maior que um ano. Isto porque o gado leva um período de tempo maior do que um ano para nascer, crescer e estar com tamanho ideal para o abate. Com isto, o longo e o curto prazos para este tipo de empresa tornam-se maiores que os das empresas convencionais.
Outra característica específica da Contabilidade Rural é a presença mais frequente da reserva de contingência nos balanços patrimoniais, por causa da vulnerabilidade do setor rural às incertezas do clima (geadas, seca, granizo etc.).

## História

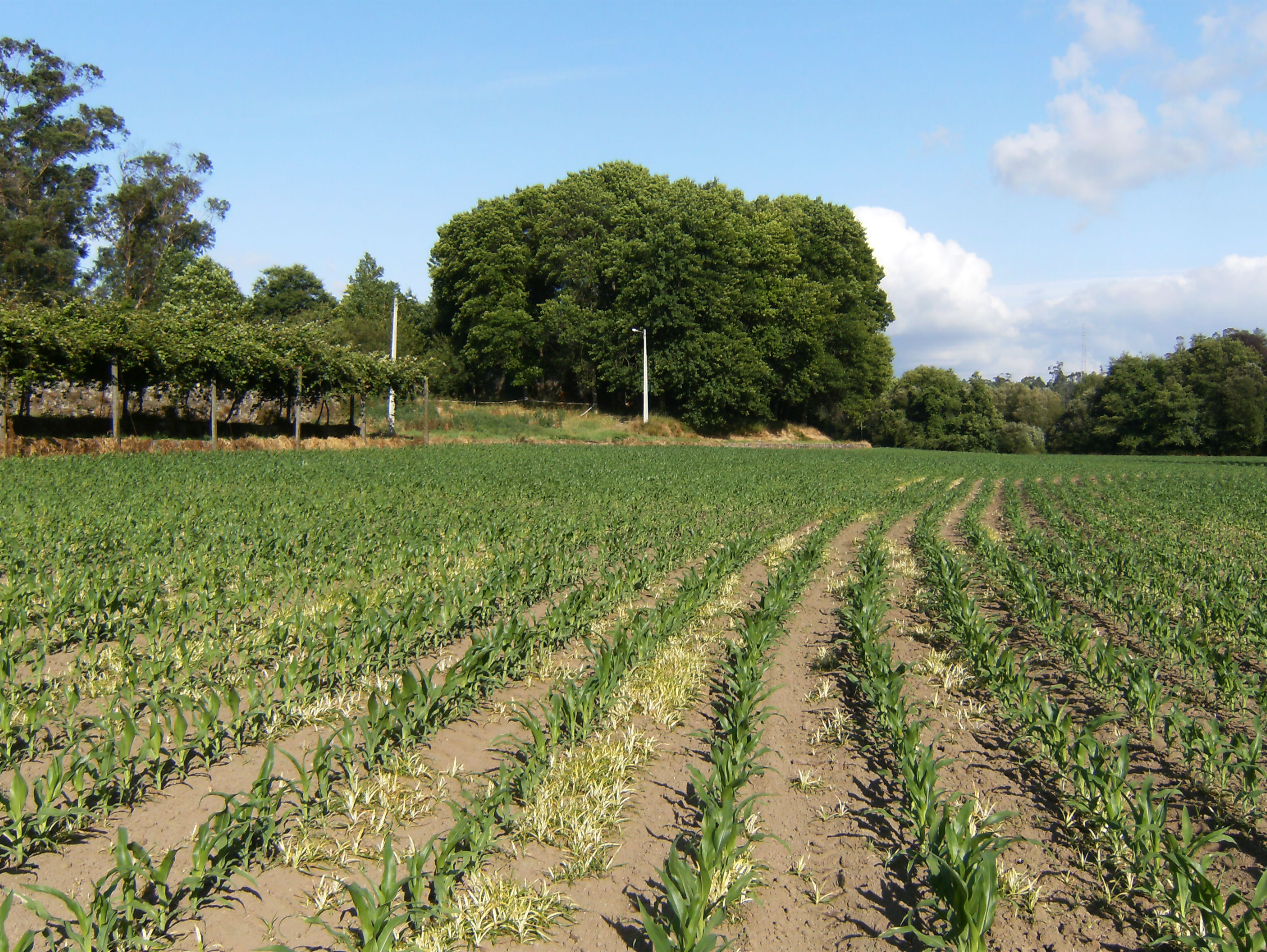
Plantação de milho
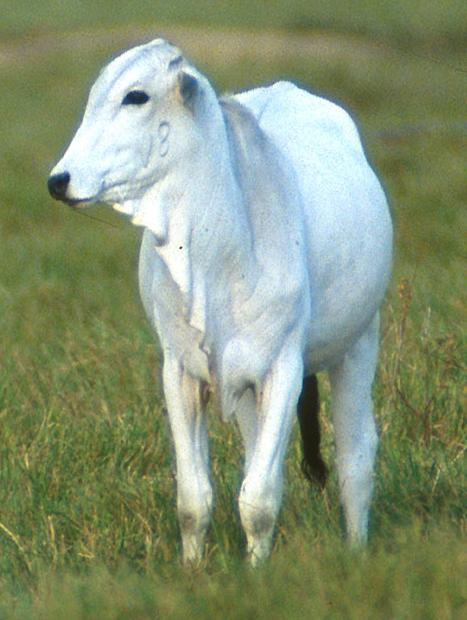
Gado Nelore
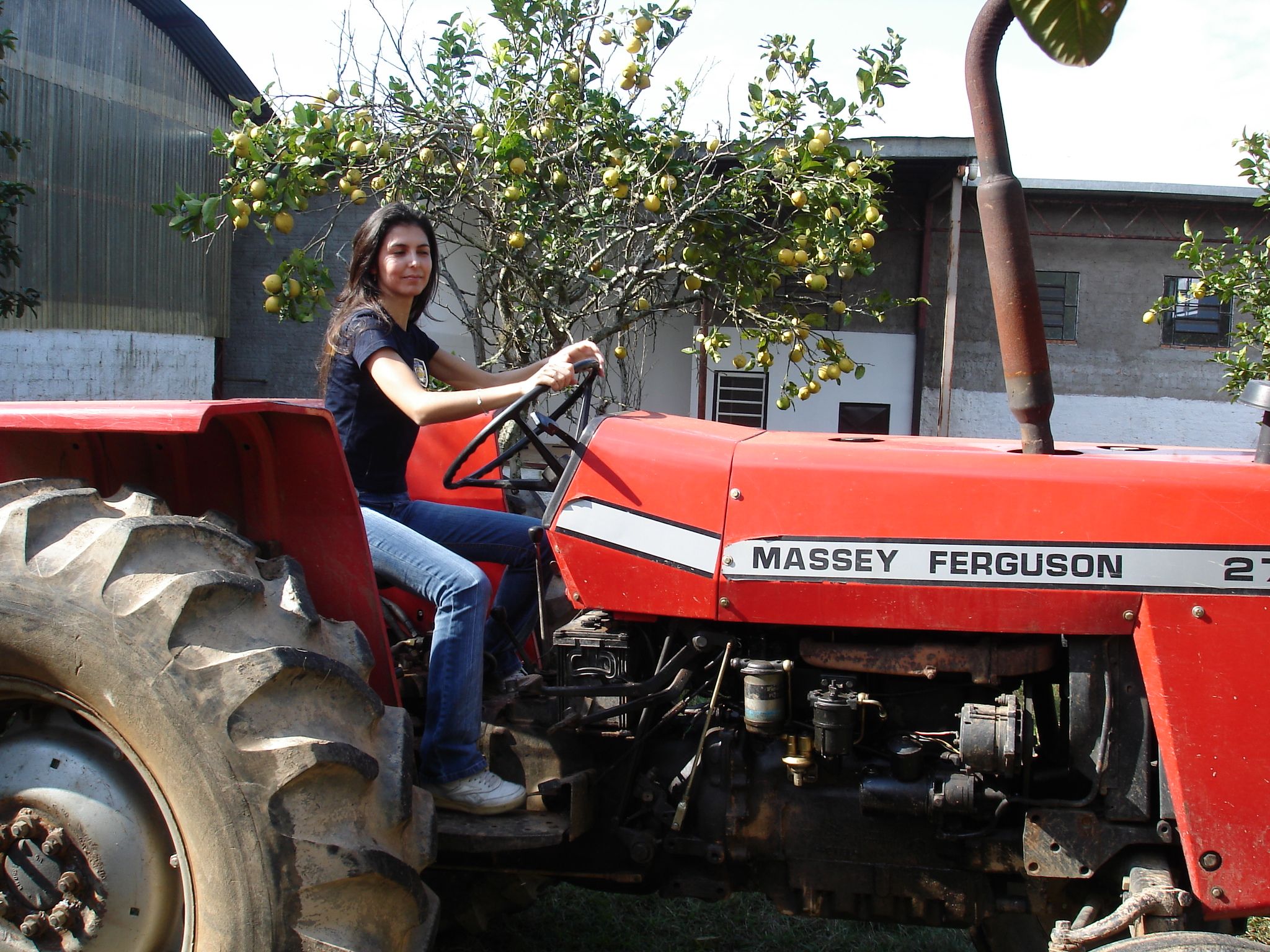
Trator

No Brasil, de economia predominantemente rural nas primeiras décadas do século XX, havia o interesse por parte dos gestores e contadores de se estruturar e padronizar a contabilidade rural. No Primeiro Congresso Brasileiro de Contabilidade de 1927 houve a apresentação da tese 33 de autoria de Percílio de Carvalho sob o título de "Uniformização da Contabilidade Agrícola", pela qual foi proposta uma classificação das contas contábeis das organizações rurais.  A Comissão encarregada de apreciar a referida tese acabou por aprovar outra classificação, de autoria do relator Antonio Miguel Pinto. Essa dividia as contas em quatro grandes grupos: Capital (Fixo e Circulante), Exercício Agrícola (Receita e Despesa), Operações Comerciais (Débitos e Créditos) e Lucros e Perdas (Débitos e Créditos) .
Sobre as nomenclaturas Contabilidade Rural e Contabilidade Agrícola, o autor Erymá Carneiro não as considerava sinônimos, propondo os seguintes agrupamentos :
- Contabilidade Rural ou Agrária  - grupo genérico aplicável a todo e qualquer estabelecimento localizado nos campos, isto é, em zona rural ou não-urbana;
- Contabilidade Agrícola - pequenos estabelecimentos rurais que se dedicam basicamente à criação ou cultura dos campos ("fazendas mistas");
- Contabilidade Pastoril ou Criacional - grandes estabelecimentos dedicados à pecuária ou criação de animais;
- Contabilidade Cultural - grandes estabelecimentos dedicados à lavoura. Atualmente essa expressão não é usada, englobando-se usualmente a mesma na definição de "Contabilidade Agrícola".